# شوراهای اشتراکی ونزوئلا
شوراهای اشتراکی ونزوئلا (به اسپانیایی: consejos comunales) در آوریل ۲۰۰۶ با تصویب قانون شوراهای اشتراکی از سوی حکومت ونزوئلا به وجود آمدند. این قانون به شهروندان محلی این قدرت را می‌داد که شوراهای انتخابی در واحدهای همسایگی تشکیل دهند که در رابطه با سیاست‌های محلی و پروژه‌های مربوط به توسعهٔ جامعه، ابتکار عمل و نظارت داشته‌باشند. شوراهای اشتراکی بسیاری پس از آنکه توسط حکومت ونزوئلا مسلح شدند، پدید آمدند. تا سال ۲۰۰۷ بیش از ۱۹/۵۰۰ شورا در سراسر کشور تأسیس شد و میلیاردها دلار نیز توسط حکومت بولیواری ونزوئلا در راستای حمایت از اقدامات‌شان در میان آن‌ها توزیع گردید.

## ساختار
شوراهای اشتراکی گروهی از افراد منتخب از یک واحد همسایگی مسکونی هستند که بین ۱۵۰ تا ۴۰۰ خانوار را در مناطق شهری، نزدیک به ۲۰ خانوار را در مناطق روستایی، و ۱۰ خانوار را در مناسق سکونت بومیان در بر می‌گیرد. بدنهٔ تصمیم‌گیرندهٔ اصلی یک شورای اشتراکی را انجمن شهروندان تشکیل می‌دهد. عملکردهای صوری کمیته از ۵ واحد تشکیل می‌شود:
- انجمن شهروندان
- هیئت اجرایی
- واحد مدیریت مالی
- واحد نظارت اجتماعی (مبارزه با فساد)
- جمعیت هماهنگی جامعه

همهٔ افراد شورا از مردم درون جامعه هستند که به وسیلهٔ انجمن شهروندان برای یک دورهٔ زمانی ۲ ساله انتخاب می‌شوند. هیچ شخصی نمی‌تواند همزمان در بیش از یک واحد منصبی را عده‌دار باشد.

### واحد نظارت اجتماعی
واحد نظارت اجتماعی گروهی متشکل از ۵ عضو جامعه است که به وسیلهٔ انجمن شهروندان انتخاب می‌شود. آن‌ها گروهی مستقل هستند که استفاده از منابع شورا و فعالیت‌ها در راستای برنامهٔ توسعهٔ جامعه را پایش کرده و گزارش می‌کنند. این واحد همچنین با عنوان واحد مبارزه با فساد نیز شناخته می‌شود.

### جمعیت هماهنگی جامعه
جمعیت هماهنگی جامعه از یک سخنگوی منتخب از میان به ترتیب، اعضای هیئت اجرایی، واحد مدیریت مالی و واحد مبارزه با فساد تشکیل می‌شود و به اعضای جامعه اطلاع‌رسانی کرده و در هماهنگی با نیروهای نظامی محلی قرار دارد.

## وضعیت کنونی
پس از گذشت ۸ ماه از تصویب قانون، بیش از ۱۶ هزار شورا در سراسر کشور شکل گرفته‌بود. از میان آن‌ها بیش از ۱۲ هزار شورا برای پروژه‌های اجتماعی از بودجهٔ ملی ۵۳ میلیارد دلاری، مبلغی را دریافت می‌کرد که مجموعاً به میزان ۱ میلیارد دلار برآورد می‌شد. شوراها نزدیک به ۳۰۰ بانک اشتراکی تأسیس کردند که ۷۰ میلیون دلار وام کوچک ایجاد کرده‌بودند.
در مارس ۲۰۰۷ نزدیک به ۱۹/۵۰۰ شورا ثبت شده‌بود. قانون شوراهای اشتراکی آخرین بار در نوامبر ۲۰۰۹ به‌روز و تأیید مجدد شد.